# GCC Bank Headquarters
El GCC Bank Headquarters es un rascacielos de 264 metros en construcción desde 2010 en Riad, Arabia Saudita. El edificio fue coronado en 2020 con 53 plantas y una altura de 254 metros. Su finalización está prevista para 2021.